# Martí Badia i Caner
Martí Badia i Caner, àlies Martinet (Palamós, 4 de gener de 1754 - ?, s. XIX) va ser un corsari empordanès del darrer quart del segle xviii.

## Família de corsaris
L’any 1779, després que Espanya declarés la guerra a Gran Bretanya, Francesc Vidal de sa Val, l’interí de marina del port de Palamós, una base logística de primer ordre, va obtenir patents de cors per a alguns palamosins. Els més famosos van ser els Badia, una família de mariners, comerciants i patrons de nau de llarga tradició. Ja entre 1758 i 1759 hi ha constància de diversos viatges comercials, portant pannes de suro, realitzats per la pollacra del patró Nicolau Badia fins a Bristol.
Martí era fill d’Esteve Badia i Vidal (1720-1788) i de Teresa Caner i Pagès (1726-1786), i va tenir per germans Constantí (el primogènit), Antoni, Pere i Esteve. També diversos cosins van compartir amb ell la navegació corsària, com ara Nicolau Badia i Fina, nascut el 15 de març de 1758.
Martí, que va passar la joventut enrolat com a grumet i com a mariner als vaixells de la família, es diu que ja va créixer amb un fort ressentiment contra els pirates algerians a causa de la tràgica mort d’un germà del seu avi. Nicolau Badia i Salvà va ser fet presoner el setembre de 1714 davant les costes de Palamós per la nau El Sol, comandada per l'arrais Mehemet Tunil. El dia 21 d’octubre del mateix any, entre Mònaco i Antibes, el vaixell pirata va ser atacat per una nau de guerra maltesa, el Santa Caterina. Enviat a pic, s’hi van ofegar més de 450 turcs i 43 esclaus. Entre ells, Nicolau Badia.

## Primeres actuacions corsàries
El 1779, amb només vint-i-cinc anys, Martí Badia ja era capità del llondro corsari Nostra Senyora de Montenegro. El 31 de juliol d'aquell any, auxiliat per la faluga San Miguel, del caporal José Hernández Martínez, va capturar a les illes Formigues un xabec corsari maonès de bandera britànica, després de dues hores de persecució. L'èxit d'aquesta primera expedició va merèixer els elogis del capità general de Catalunya Francisco González de Bassecourt, comte de l'Asalto. Martí va ser nomenat per Carles III alferes de fragata de l’Armada Reial i se li va concedir el comandament del pinc La Puríssima Concepción, més conegut com El Valeroso, un vaixell d’eslora més gran, equipat amb 16 canons i 80 tripulants, la majoria originaris de Palamós, i el seu propi germà Constantí.
El 14 de juny de 1780 es va estrenar atacant una galiota de moros, lluitant fins al vespre. L’endemà es van trobar restes del naufragi, i tres dies després, a les costes de Maó, part del casc del vaixell i 26 cadàvers.

## Al servei del Consell de Reus
Tot i no tenir mar, Reus patia els atacs de pirates i corsaris perquè Salou era el seu port de càrrega de mercaderies. L’any 1779, a proposta del comte de l’Asalto, el Consell de Reus va armar en cors una balandra que tenia per objectiu protegir el port. L’Ajuntament i els gremis van emetre accions per pagar la construcció de la Virgen de la Misericordia, també coneguda amb el nom de Vila de Reus, i el sou del centenar de tripulants i del comandant, que no era altre que Martí Badia, el qual només en dos anys s’havia convertit en el corsari més famós de Catalunya. El seu segon de bord era el també famós corsari palamosí Josep Bajandas i Vidal.
La primera topada va ser amb una fragata anglesa que, després d’agredir la Vila de Reus fins a tres vegades en poques hores, va salvar-se amb penes i treballs al port de Maó. Ho explica amb detall un article aparegut en aquells dies a Gaceta de Madrid:
«Hallábase esta fragata dando caza a 4 buques mercantes y desistió de ella por perseguir a la balandra que ya la esperaba no obstante su inferior fuerza. […] el fuego que, con igual tesón de una y otra parte, duró des de las 5 de la tarde hasta las 8 de la noche, en que la fragata se separó, y mantuvo como tres quartos (sic) de hora remediando sus averías. La balandra aprovecho este tiempo en lo mismo; y volviendo el enemigo cerca de las 9 a aproximarse, se renovó con el mayor la función, y tan inmediatos que cayeron en el combés de nuestra corsaria varios tacos de la fragata encendidos, y mucha metralla que tiraba un mortero; pero defendiéndose Badia con un fuego continuo, logró a las 11 retirar a la fragata fuera de tiro, alcanzando a ver con la luna mayor daño en ella y tener incendiado un pedazo de popa. No obstante consiguiendo el enemigo apagarlo volvió tercera vez, a las 12, sobre la balandra que le recibió con la misma vigorosa resistencia, obligándole finalmente a ponerse en huida a la una y media.»
A mitjans de gener de 1781, juntament amb el corsari guixolenc Jeroni Basart, amb la seva galiota Conde del Asalto, va iniciar una campanya contra la Menorca britànica. En el mes de maig la Vila de Reus i El Valeroso, que durant aquell temps era pilotat pel seu germà Constantí, es van establir a Barcelona, per poder operar junts durant tot aquell any, efectuant diverses operacions per netejar les aigües catalanes de corsaris maonesos.
No se sap amb exactitud en quin moment va deixar d’actuar la Vila de Reus, però sembla que no més enllà de 1783. Acabada la guerra, seria venuda al millor postor.

## La fama
Arrel de les seves campanyes entre els anys 1779 i 1781, Martí Badia va assolir una gran fama arreu del Mediterrani català, convertint-se probablement en el corsari més mediàtic del moment: les seves aventures eren seguides de prop per la Gaceta de Madrid o pel prestigiós Journal politique, ou Gazette des gazettes on, per exemple, s’explica la recuperació per part de El Valeroso, l’any 1780, d’un vaixell segrestat pels corsaris maonesos, fent constar  l'ús del català en el combat.
La fama la va obtenir no només per ser bon navegant i un gran estrateg, sinó també pel fet que mai no fugia de les naus enemigues, per grans que fossin, perquè mai va ser derrotat en combat i perquè va alliberar un gran nombre de vaixells catalans, genovesos i francesos quan ja eren en mans de corsaris enemics.
A més, era un corsari molt astut, com va demostrar el 10 de juliol de 1780, quan va topar en aigües de Mallorca amb una nau algeriana amb 2 canons i 52 moros. L’empordanès va fer amagar la seva pròpia artilleria i va enviar uns quants homes en un bot, remant en direcció contrària. Tal com s’havia imaginat, els algerians es van pensar que els catalans abandonaven el vaixell i, tot confiats, s’hi van apropar. Quan ja eren a l’abast, Badia va destapar els canons i va obrir foc sobre la nau pirata.
Amb tot, les seves incursions no sempre van acabar tan bé. El 2 de juny de l’any següent, del port de Barcelona se li va encarregar que, amb la Vila de Reus s’adrecés a Lloret de Mar on un cúter anglès de 32 canons i 150 homes de tripulació assetjava les embarcacions comercials. Segons Gaceta de Madrid:
«Lo avistará sobre las 9:00 del 3 frente a Blanes, poniendo el inglés rumbo contrario al corsario español, no será hasta las 11:00 que estará a tiro de La Vila de Reus, iniciando el combate por espacio de 3 horas. La Vila de Reus le colocó varios disparos a ras de línea de flotación lo que obligó al inglés a reparar su costado de estribor, aprovechando el español para reparar sus averías. Al poco se reinició el combate hasta las 19:30, quedando los dos muy dañados. El enemigo usó sus remos para escapar, viendo que el español no cedía a pesar de los daños recibidos, el español le persiguió hasta las 21:00, apareciendo una fragata que era enemiga. Al no tener ya munición, La Vila de Reus abandonó el combate, con 8 heridos y 2 muertos.»

## La carrera de les Índies i els darrers anys
A finals del segle, les victòries de Martí Badia i Caner van ser premiades amb el dret a participar en la carrera de les Índies, un dels objectius més cobejats pels navegants catalans de l’època. Entre els anys 1786 i 1792 va comandar diversos vaixells que feien la ruta atlàntica: el Diligencia, amb destí a Buenos Aires (1786), la fragata Lanzarote (1787), de la Corunya a l’Havana, els paquebots Diana (1789) i Patagón (1791) que anaven a Montevideo, i el Tucumàn (1792) de la Corunya a l’Havana. Per un document de les Corts de 1813 se sap que Martí Badia encara era viu, perquè hi apareix registrat com a capità retirat, però es desconeix on i quan va morir.
Del seu germà Constantí hi ha constància que al menys fins al 1806 va formar part del comandament del vaixell corsari palamosí El Altivo, patronejat pel capità Miquel Plana i Joanola.